# Rouvray (Eure)
Rouvray település Franciaországban, Eure megyében. Lakosainak száma 257 fő (2022. január 1.). Rouvray Chambray és Houlbec-Cocherel községekkel határos.

## Népesség
A település népessége az elmúlt években az alábbi módon változott:
| Lakosok száma | 55   | 54   | 111  | 240  | 275  | 272  | 263  | 259  | 260  | 257  |
|               | 1968 | 1982 | 1990 | 2006 | 2013 | 2015 | 2017 | 2019 | 2020 | 2022 |